# Breamore
Breamore – wieś w Anglii, w hrabstwie Hampshire, w dystrykcie New Forest. Leży 30 km na zachód od miasta Winchester i 130 km na południowy zachód od Londynu.